# Flockungsmittel

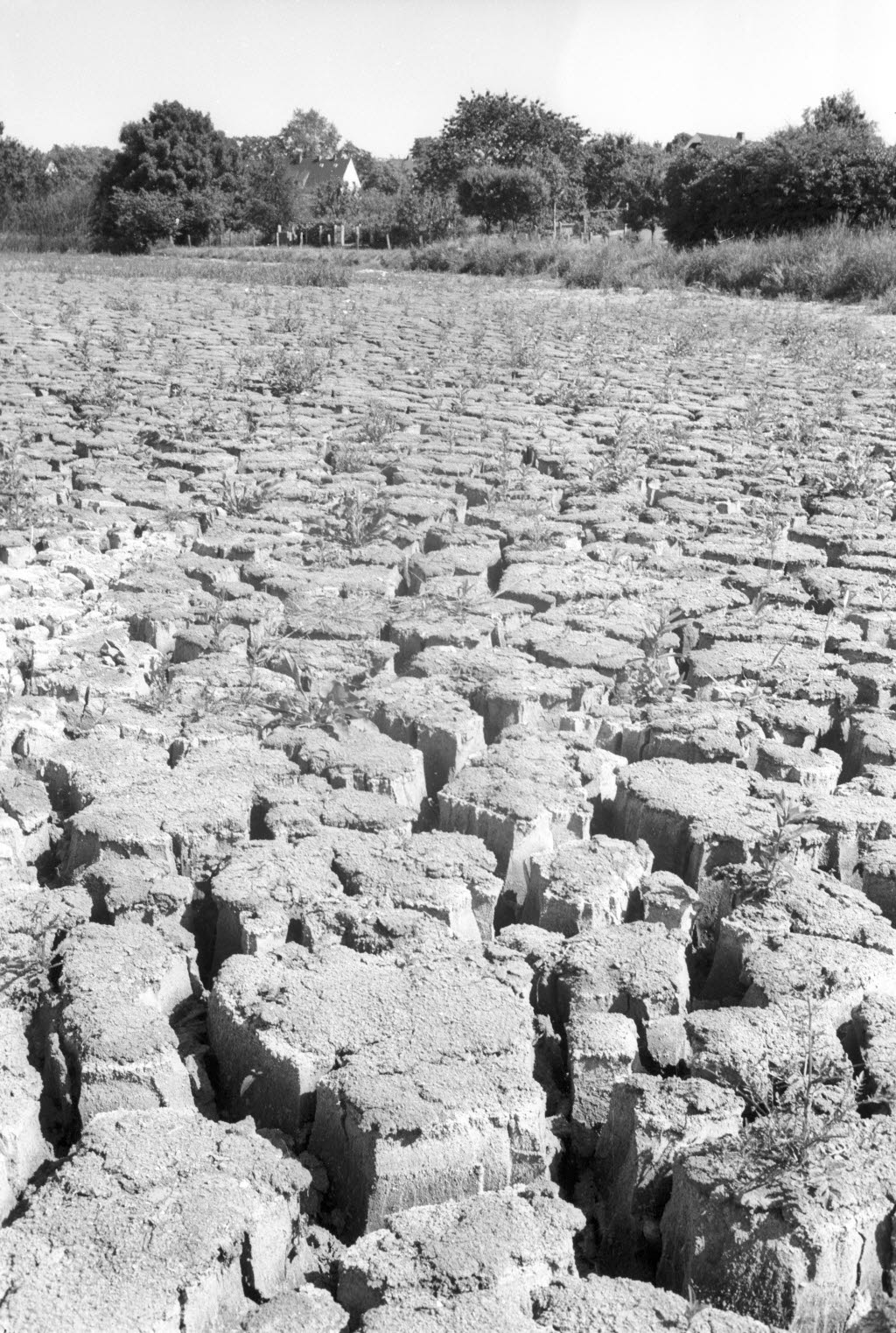
Durch Einsatz eines Flockungsmittels getrockneter Spülschlamm aus dem Vorderen Russee (1976)

Ein Flockungsmittel (Koagulant) dient der Zusammenlagerung (Flockung) kleinster, kolloider oder gelöster Partikel in Flüssigkeiten.

## Eigenschaften
Als Flockungsmittel werden zumeist dreiwertige Metallsalze wie Eisen(III)-Salze und Aluminiumsalze, aber auch andere Hydroxidbildner wie Kalkmilch, Soda oder Natriumaluminat verwendet. Daneben gibt es auch organische Flockungsmittel (z. B. Polyamine). Flockungsmittel bilden aus den Kolloiden größere Mikroflocken, die sich bereits gut durch Filtration entfernen lassen. Ist eine Feststoffentfernung durch Sedimentation oder Flotation gewünscht, kommt zusätzlich zum Flockungsmittel ein Flockungshilfsmittel zum Einsatz, das aus den Mikroflocken größere Makroflocken bildet. Verwendung finden Flockungsmittel unter anderem in Kläranlagen zur Abwasserreinigung, in der Trinkwasseraufbereitung zur Entfärbung (Entfernung von Huminstoffen), in der Kohlenwäsche, in Schwimmbädern, Papierfabriken und in industriellen Prozessen. 